# Anthomyia leucotelus
Anthomyia leucotelus är en tvåvingeart som först beskrevs av Walker 1853.  Anthomyia leucotelus ingår i släktet Anthomyia och familjen blomsterflugor. Inga underarter finns listade i Catalogue of Life.